# Torta secca di Carpenedolo
La torta secca di Carpenedolo è un dolce tradizionale della cucina bresciana, tipico del territorio di Carpenedolo che ha acquisito dal 2014 lo stato di "De.C.O." (Denominazione comunale d'origine).
L'impasto, composto da tutti gli ingredienti, viene steso e pressato in una teglia, quindi messo in forno. Dopo la cottura, viene tagliata a rettangoli di diverse misure.